# Renata Flores (actriz)
Martha Silvia Flores Corona (Ciudad de México, 28 de agosto de 1947 - Ciudad de México, 9 de febrero de 2024), conocida como Renata Flores, fue una actriz y cantante mexicana. Empezó su trayectoria artística en la televisión a finales de la década de 1960.

## Carrera
En 1966, debutó como cantante de rock and roll, lanzando un EP de cuatro canciones titulado, Renata - Mi novio Juan.
Posteriormente, se dedicó a la televisión. La primera telenovela en la que participó fue Gente sin historia en 1967. Otras telenovelas en las que trabajó fue Rosa salvaje, en 1987; Rosalinda, en 1999, donde compartió créditos con la cantante Thalía; ¡Vivan los niños!, en 2002; Rebelde, en 2004; Fuego en la sangre, en 2008 y, por último, Cuidado con el ángel, también en 2008.
En 2010, tuvo una participación especial antagónica en la telenovela Mar de amor. De 2012 a 2013, participó en la telenovela Amores verdaderos, emisión que se convirtió en su último trabajo como actriz.

### Vida posterior y muerte
Luego de su última participación filmográfica, se retiró de la vida pública y no se volvió a saber de ella hasta diciembre de 2020, cuando el Youtuber Alejandro Zúñiga reveló que la actriz se encontraba en situación de calle viviendo dentro de su vehículo con sus mascotas. Lo anterior fue confirmado por David Rencoret, un actor y amigo de Flores. Debido a esto, compañeros de la artista y el público en general le pidieron a la Asociación Nacional de Actores (ANDA) que le brindaran apoyo para rescatarla de la indigencia. Gracias a la presión social, dicha institución atendió su caso y la asistieron dándole hospedaje en «La Casa del Actor», un asilo para artistas ancianos o con problemas de salud, localizado en la Ciudad de México, donde fue cuidada hasta su fallecimiento, ocurrido el 9 de febrero de 2024, a los 76 años de edad, a causa de cáncer. Sus restos fueron cremados pero se desconoce el paradero de sus cenizas.

## Discografía

### EPs
| Año  | Título                 | Discográfica |
| 1966 | Renata - Mi novio Juan | Orfeón       |

### EPs recopilatorios
| Año  | Título          | Discográfica |
| 1973 | Vuelve al hogar | Orfeón       |

### Sencillos
| Año  | Título                                     | Discográfica |
| 1965 | Necesito verte / Él te quiere mucho        | Orfeón       |
| 1966 | Mi novio Juan / Tímida                     | Orfeón       |
| 1967 | El Plinkity Plink / Deja En Paz A Mi Novio | Orfeón       |
| 1968 | Mi ritmo es...                             | Orfeón       |
| 1969 | Recuérdalo siempre                         | Orfeón       |
| 1969 | Aquellos tiempos                           | Orfeón       |
| 1973 | Vuelve al hogar                            | Orfeón       |
| 1973 | Te quiero pero me arrepiento               | Orfeón       |
| 1977 | Ya no volveré                              | CBS          |
| 1977 | Pero que pensaría yo                       | CBS          |

## Filmografía

### Cine
- 1970, Confesiones de una adolescente ... Silvia

### Televisión
- 2012-2013, Amores verdaderos ... Imperia
- 2010-2011, Triunfo del amor ... Celadora
- 2009-2010, Mar de amor .. Simona
- 2008-2009, Cuidado con el ángel ... Martirio
- 2008, Fuego en la sangre ... Petra
- 2007-2008, Lola, érase una vez ... Pancha García / Selma
- 2005-2006, Peregrina ... Divina
- 2004-2006, Rebelde ... Artemisa
- 2002-2005, Mujer, casos de la vida real ... Varios episodios
- 2002-2003, ¡Vivan los niños! ... Segismunda Verruguita / Rosamunda Cocoshka
- 2000, Carita de ángel ... Inspectora Pantaleona Malacara
- 1999, Rosalinda ... Zoila Barriga
- 1998, Gotita de amor ... Dorotea
- 1998, La usurpadora ... Estela
- 1997, Sin ti
- 1997, El alma no tiene color ... Celadora Justina
- 1997, Los hijos de nadie ... La maestra
- 1996-1997, Mi querida Isabel ... Endolina
- 1992 Carrusel de las Américas ... Martirio Solís
- 1987-1988, Rosa salvaje ... Leopoldina[9]
- 1984-1985, Si, mi amor ... Edith
- 1982-1983, Chispita ... Srta. Irene
- 1979-1980, J.J. Juez ... Irenar
- 1977-1978, Rina ... Renata
- 1977, Marcha nupcial ... Georgina
- 1975, Barata de primavera ... Mónica
- 1968, Juventud divino tesoro ... Concha
- 1967, Gente sin historia ... Cristina
- 1966, Discotheque Orfeon A Go-Go ... Ella misma